# Escapismo

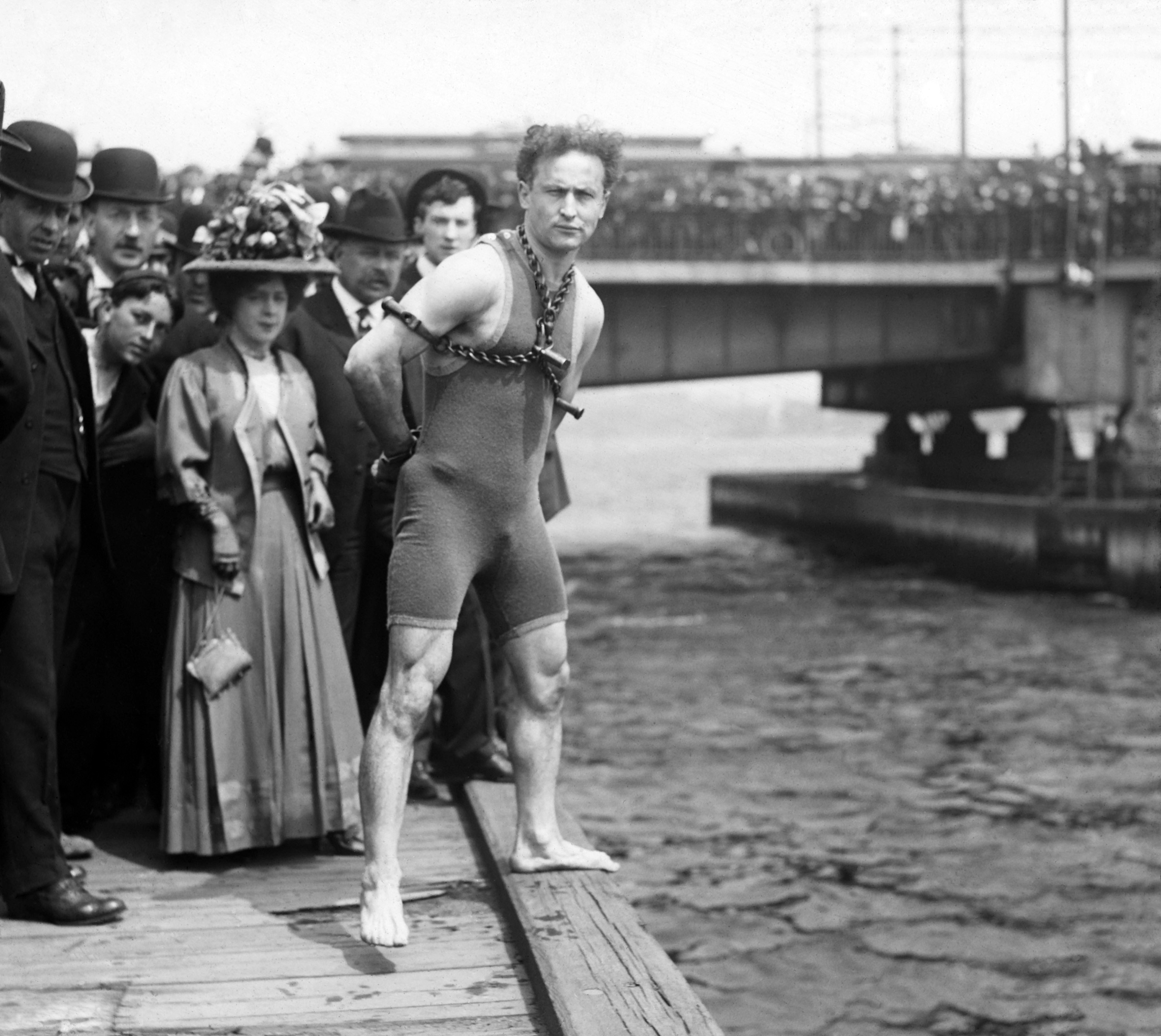
Harry Houdini antes de hacer un acto de escapismo en Boston, 1908.

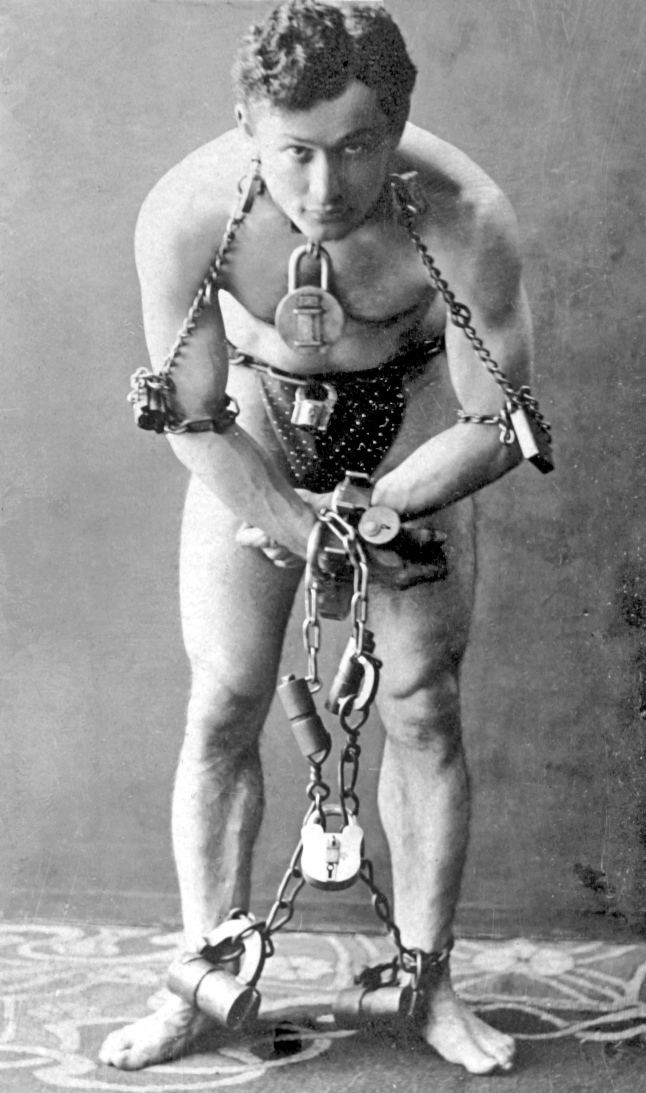
Harry Houdini, un escapista y mago famoso.

El escapismo consiste en la práctica de escapar desde un encierro físico o de otras trampas. Los escapistas (también denominados «artistas del escape») escapan de esposas, cadenas, camisas de fuerza, jaulas, cofres, cajas de acero, barriles, bolas, edificios en llamas, tanques de agua u otros peligros, a menudo combinados.
Algunos trucos de los escapistas son logrados por medio de técnicas del ilusionismo; otros son actos genuinos de flexibilidad, fuerza y audacia. 

## Historia del escapismo

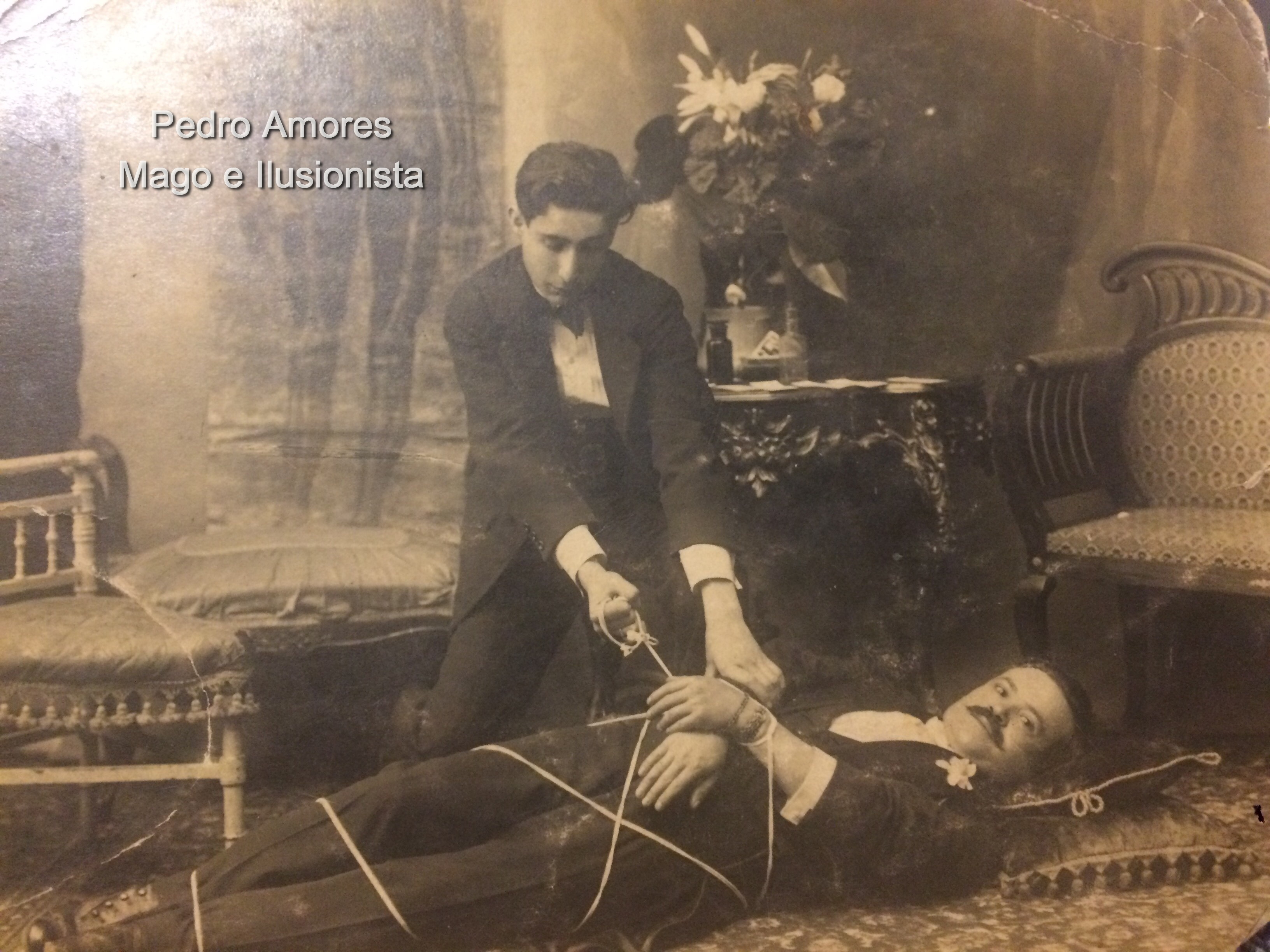
Escapismo en la década de 1920; Pedro Amores

Durante mucho tiempo, el arte de escapar de espacios cerrados ha sido una habilidad practicada por los magos. Originalmente no fue exhibido como un acto abierto en sí mismo, sino que fue usado secretamente para crear efectos de ilusión, tales como la desaparición o la transmutación. En el 1860, los Hermanos Davenport tenían la habilidad de liberarse a sí mismo de nudos de soga.
Otros ilusionistas, incluyendo a John Nevil Maskelyne,comprendieron cómo los Davenport hacían su número y recrearon los trucos para desacreditar las afirmaciones de los hermanos de que se trataba de fuerza física; no obstante, las recreaciones no involucraron el escape abierto, sino que meramente replicaron  los trucos con la declaración de que fueron logrados por habilidades secretas de los magos, más que por bríos. Fueron necesarios otros treinta años para que la habilidad de escapar empezara a ser mostrada como un acto en sí mismo. El personaje que fue responsable de convertir el escapismo en un entretenimiento reconocido fue Harry Houdini, quien construyó su carrera demostrando su habilidad para escapar de una inmensa variedad de encierros y situaciones difíciles.
Houdini no ocultó el hecho de que era un experto en encierros y en las habilidades necesarias para superarlos, pero a menudo ocultó los detalles exactos de sus fugas para mantener un aire de misterio e intriga. Aunque muchos de sus escapes dependían de habilidades técnicas, tales como abrir cerraduras y contorsionismo, también realizó trucos, como la metamorfosis, que son esencialmente puestas en escena clásicas del ilusionismo, las mismas que dependen de accesorios diseñados ingeniosamente. Las proezas de Houdini ayudaron a definir el repertorio básico del escapismo, incluyendo escapes con esposas, candados, camisas de fuerza y celdas de prisión.
Se cree que el término escapismo  fue acuñado originalmente por el escapista e ilusionista australiano Murray (Norman Murray Walters),  contemporáneo de Houdini.
Una sucesión de artistas han añadido nuevas ideas y creado variaciones de los trucos antiguos; pero es común, incluso para los mejores escapistas contemporáneos, realizar los actos de Houdini, adaptados al presente.

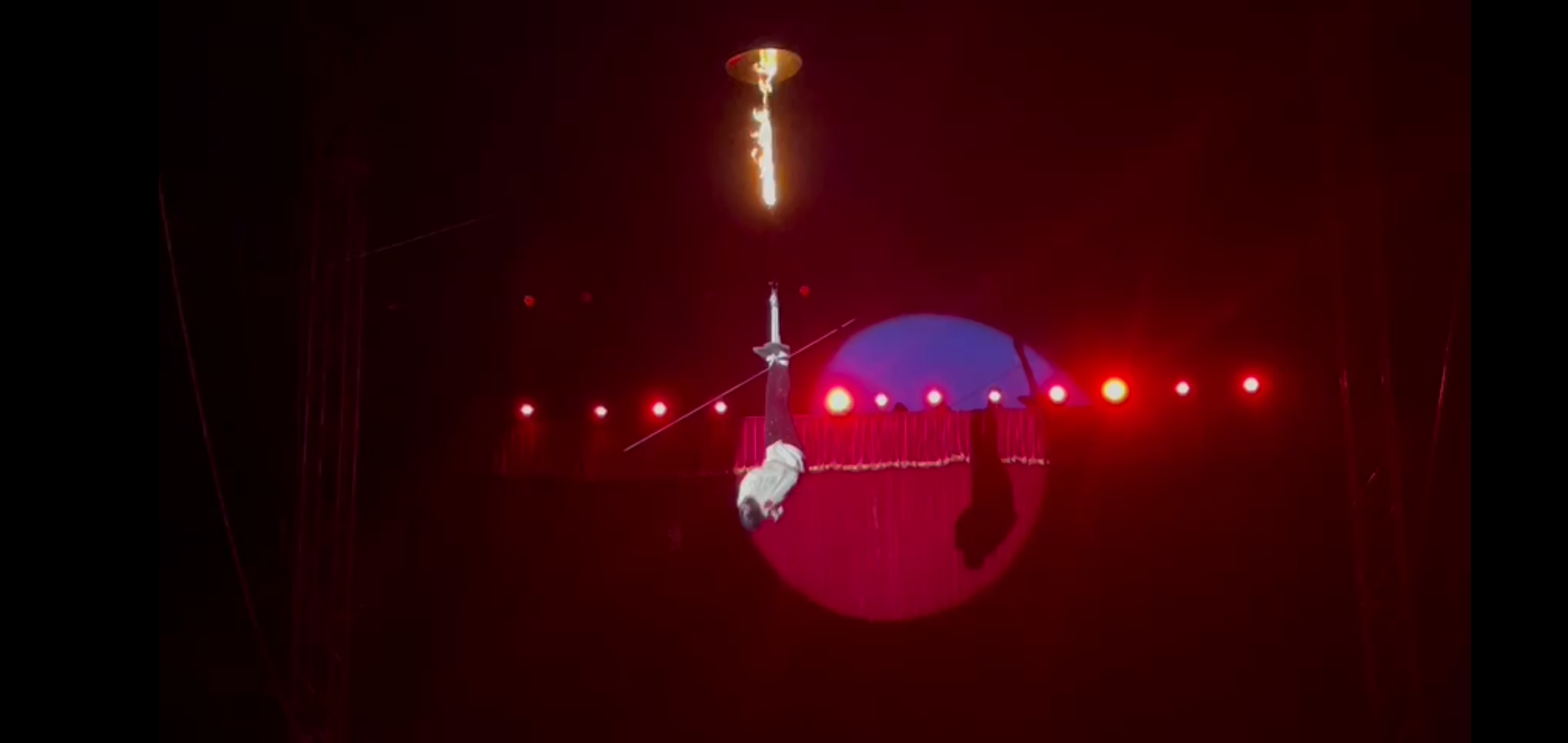
Escape de la camisa de fuerza

## Tipos de escapismo

### Escape de la camisa de fuerza
El escape de la camisa de fuerza es un acto de escapismo ligado al arte del ilusionismo. Considerado por muchos el cenit de los actos escapismo.
La camisa de fuerza es una prenda usada desde el siglo XIX pensada para restringir y limitar los movimientos principalmente de pacientes de hospitales psiquiátricos.

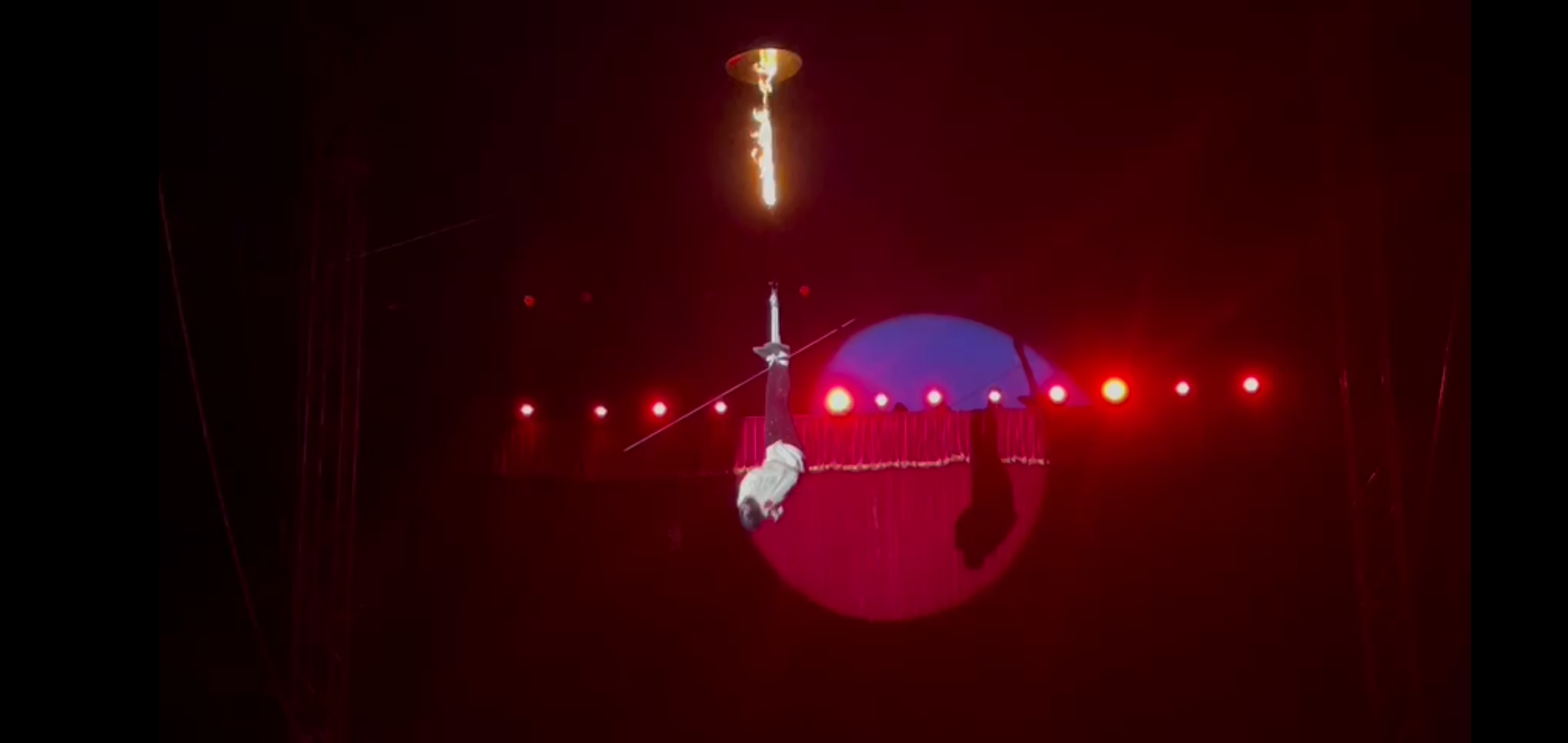
Dominus Lafayette realizando el escape con fuego

Ante la aparente imposibilidad de escapar de una, en 1895 Houdini, tras un biombo y luego de 15 tortuosos minutos, logró por primera vez escapar de una camisa de fuerza, con el paso del tiempo fue perfeccionando la técnica del escape hasta lograr salir en menos de 2 minutos, posteriormente este icónico acto se convirtió en su principal método de publicidad al llegar a cada pueblo con su show, realizando el escape colgado boca abajo en las afueras del teatro donde realizaría sus presentaciones.

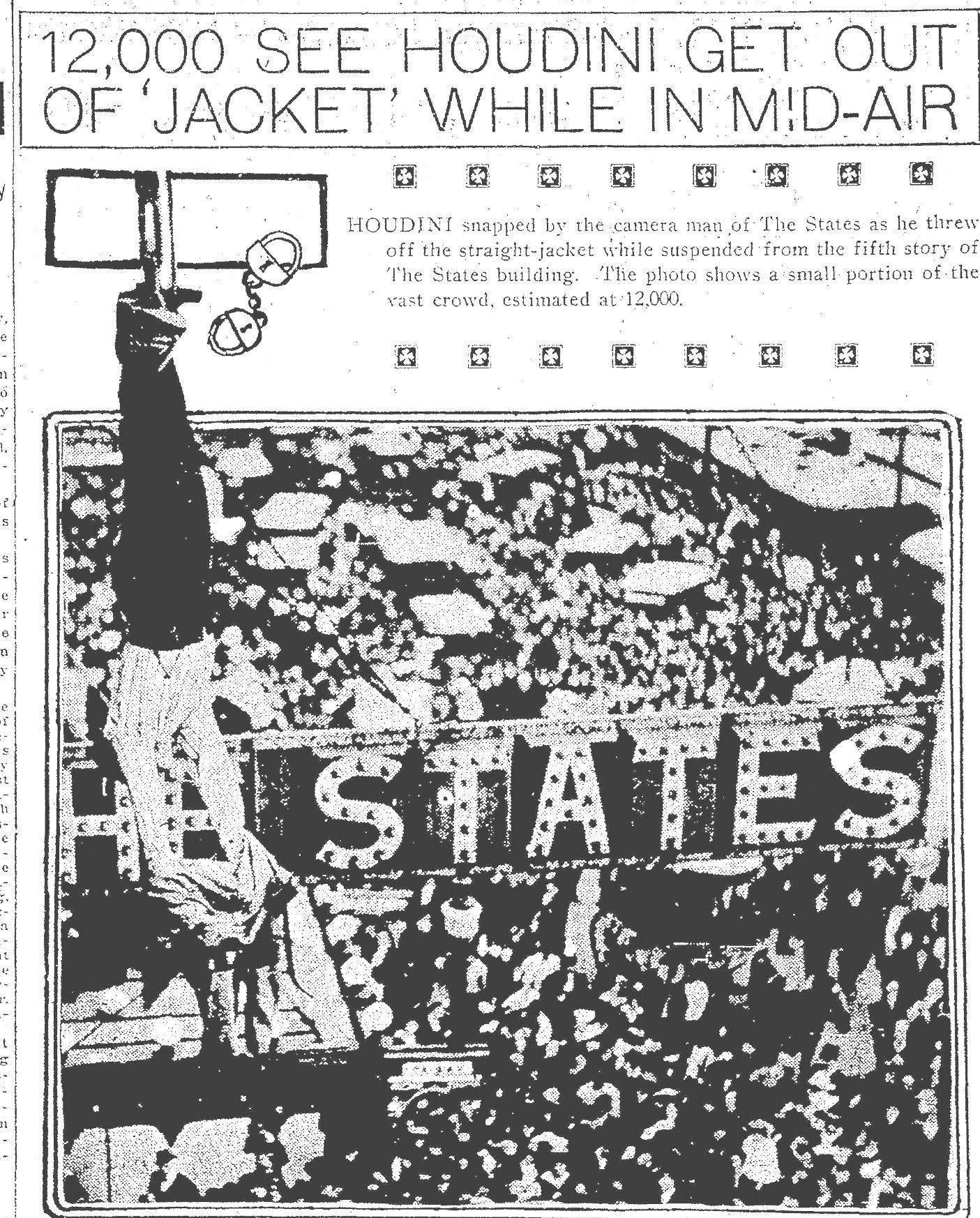
Harry Houdini, afiche tras realizar escape de la camisa de fuerza. New Oleans 1907

Actualmente hay magos que realizan aún esta proeza entre los que se encuentran Dominus, Criss Angel, Diego Minevitz y Dixie Dooley, entre otros.

### Otros
- Escape de la cámara de tortura china
- Escape del tarro de leche
- Escape del tambor con agua
- Escape de la montaña rusa

A partir de 2012, con la creación de los juegos de escape tipo escape room (sala de escape) y la instalación de juegos en España, el término ‘escapismo’ se comenzó a utilizar también para estos juegos.

### Algunos escapistas reconocidos
- Harry Houdini
- Dominus Lafayette
- Dean Gunnarson
- David Blaine
- Robert Gallup
- Jonathan Goodwin
- Criss Angel
- Steve Santini
- Thomas Solomon